# سازمان صنعتی

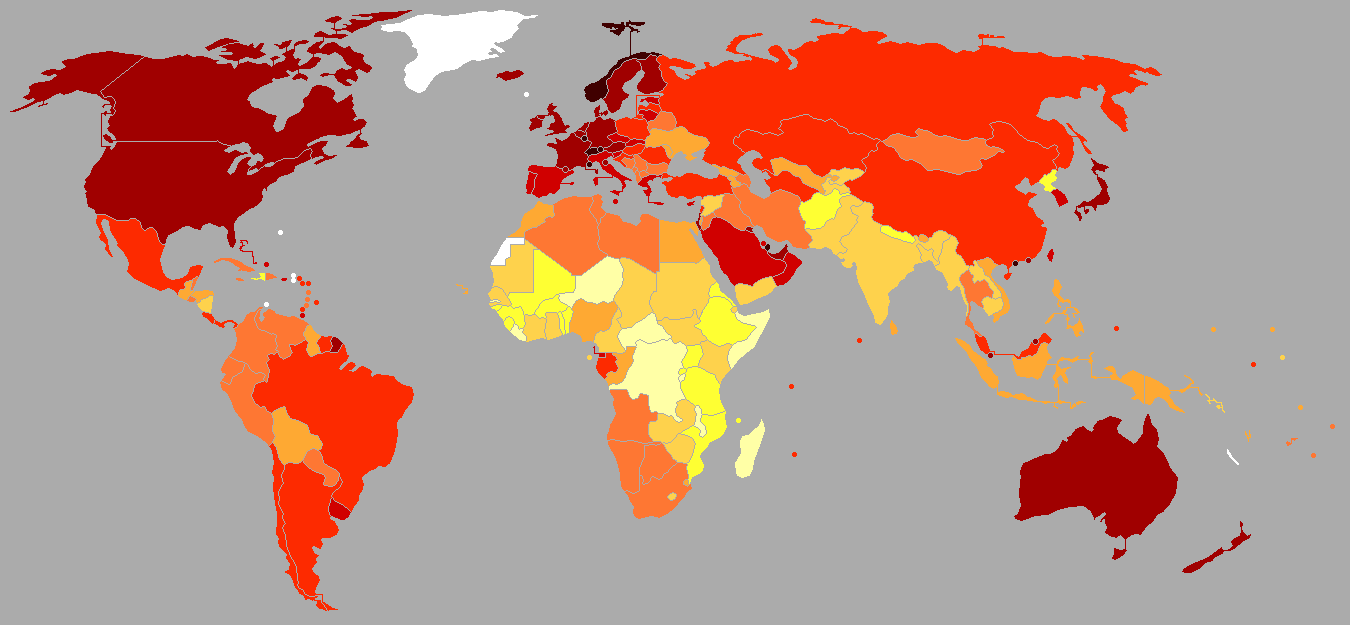
تولید ناخالص داخلی سرانه (اسمی) تولید ناخالص داخلی سرانه (اسمی) 2015

سازمان صنعتی (انگلیسی: Industrial organization) در علم اقتصاد، حیطه‌ای‌ست که با بررسی ساختار (و، بنابراین، مرزهای میان) شرکت‌ها و بازارها، بر مبنای نظریهٔ شرکت، پدید می‌آید. سازمان صنعتی، پیچیدگی‌های جهان واقعی را به‌مدلی مبتنی بر بازار رقابت کامل تحویل می‌کند؛ پیچیدگی‌هایی نظیر هزینه تراکنش، اطلاعات محدود، و موانع ورود به بازار شرکت‌های جدید، که ممکن است وابسته به رقابت ناقص باشند. سازمان صنعتی عوامل تعیین‌کنندهٔ شرکت، و سازمان و رفتار بازار، که میان رقابت و انحصار در نوسان است، و رفتارهای دولت نیز بر آن اثرگذار است، تجزیه و تحلیل می‌کند.
ره‌یافت‌های متنوعی به این موضوع وجود دارد. یک ره‌یافت توصیفی‌ست، و برای تمهید یک نمای کلی از سازمان صنعتی، مانند اندازه‌گیری میزان رقابت و اندازهٔ تمرکز شرکت‌ها در یک صنعت، به‌کار می‌رود. ره‌یافت دیگر از مدل‌های اقتصاد خرد برای توضیح سازمان درونی شرکت و راه‌برد بازار استفاده می‌کند، که مشتمل بر مسائل تحقیق و توسعهٔ درونی، هم‌راه با مسائل درونی تجدید و بازسازی سازمان است. یک جنبهٔ سوم نیز وجود دارد، که به سیاست‌گذاری عمومی، تنظیم اقتصادی، قانون رقابت و، به‌طور کلی، حاکمیت اقتصادی قانون، در تعریف حقوق مالکیت، اجرای قراردادها، و آماده‌سازی زیرساخت‌های سازمانی، می‌پردازد.
سازمان اقتصادی، سویه‌ای نظری و سویه‌ای عملی دارد. مطابق یکی از متون درسی در این زمینه: «در یک سطح، این حیطه انتزاعی‌ست؛ مجموعه‌ای از مفاهیم تحلیلی دربارهٔ رقابت و انحصار. در سطح دیگر، موضوعْ بازارهای واقعی‌ست؛ لب‌ریز از هیجان و نمایش کشمکش‌های میان شرکت‌های واقعی».
استفادهٔ گسترده از نظریه بازی‌ها در اقتصاد صنعتی، منجر به توسعهٔ کاربرد این ابزار توسط سایر شاخه‌های اقتصاد خرد، نظیر اقتصاد رفتاری و امور مالی شرکتی شده‌است. سازمان صنعتی نیز اثرات قابل‌توجه عملی‌ای بر قانون رقابت و سیاست‌گذاری رقابتی بر جای گذاشته‌است.
توسعهٔ سازمان صنعتی، به‌عنوان یک حیطهٔ مستقل، بیش از همه مدیون ادوارد چمبرلین، ادوارد س. مِیسِن و، به‌ویژه، جُو س. بِین است.
ارزیابی این موضوع در طول زمان دگرگون شده‌است. درآمد یک پژوهش مرتبط در سال ۱۹۷۲، دربارهٔ این‌که سازمان صنعتی کجا ایستاده‌است، چنین خاطرنشان می‌کرد: «هرچه در توان این حیطه بوده، قبلاً به‌ثمر نشسته‌است». پاسخی به این ارزیابی، ۱۵ سال بعد، چنین داده‌شد: «ارزیابی امروز این است که سازمان صنعتی زنده و سالم، و ملکهٔ اقتصاد خرد کاربردی‌ست».